# Normalização linguística
A normalização linguística é um termo da sociolinguística que consiste na reorganização das funções linguísticas de uma sociedade de modo a reformar as funções sociais da língua de acordo com umas condições “externas”, em mudança. Mais concretamente, é o processo de reversão da substituição linguística que pretende favorecer as condições nas quais se encontram as línguas que sofreram processos de menorização ou que não desenvolveram todas as suas potencialidades, recuperem o estatuto de «língua plena» ou «normal» e incorporem elementos que a permitam consolidar-se enquanto instrumento de comunicação e cultura. Lluís V. Aracil foi o responsável pela reforma deste termo, que até finais dos anos 60 estava popularizado como «planificação linguística».
Durante o meu serviço militar (1964-65) [...] fui consolidando as ideias que apresentaria pouco depois em Nancy com o título "Conflit linguistique et normalisation linguistique dans l’Europe nouvelle" [...] Um componente daquela (ainda rudimentar) construção era uma noção de “normalização linguística” inspirada em diversas fontes — como são a codificação legal, a planificação económica, etc. Na verdade, era uma tentativa de síntese que tinha muito mais a ver com a sociologia e com a história do que com qualquer tipo de gramática.Original {{{{{língua}}}}}: Durant el meu servei militar (1964-65) […] vaig embastar les idees que presentaria poc després a Nancy sota el títol Conflit linguistique et normalisation linguistique dans l’Europe nouvelle […] Una part d’aquella (encara rudimentària) construcció era una noció de “normalització lingüística” inspirada en diverses fonts –com ara la codificació legal, la planificació econòmica, etc. En realitat, era una temptativa de síntesi que tenia molt més a veure amb la sociologia i amb la història que no pas amb cap mena de gramàtica.
Assim, a normalização linguística não compreende apenas aspetos puramente linguísticos, mas também deve considerar fatores sociais e políticos. A respeito destes últimos, a subordinação política a outra comunidade que impõe uma língua dominante faz com que a situação na qual este processo de normalização se desenvolve tenha uns parâmetros singulares, considerando a falta de um estado político próprio e a existência de um conflito linguístico. É o caso da Catalunha, do País Basco e do Quebeque.
O processo de normalização linguística inclui a elaboração e difusão de normas de uso linguístico que permitam a aquisição de uma atitude favorável, por parte da sociedade, em relação à língua. Aracil, Toni Mollà e Amadeu Viana insistem no detalhe de que o processo de normalização linguística tem um caráter prospetivo de resposta ao conflito linguístico, sendo portanto dinâmico e previsor.
Não existe uma definição inequívoca deste conceito por se tratar de um processo com características singulares em cada contexto sociolinguístico. Assim, a normalização pode afetar o código linguístico, os seus utilizadores e a organização linguística territorial, o que implica a demarcação de dois processos paralelos: o social e o linguístico. Desta forma, foram empregues diversos termos relacionados com este conceito: codificação ou normativização e estandardização, mais estreitamente ligados a aspetos linguísticos; e planificação e política linguística, ligadas à vertente social e política. A normalização estaria englobada neste último âmbito.